# Раиня доня Амелия (бронепалубен крайцер, 1899)
Раиня доня Амелия (на португалски: Rainha Dona Amélia) е малък бронепалубен крайцер на португалските ВМС от края на 19 и началото на 20 век. Корабът е предназначен за колониална служба. Корабът е класифициран като крайцер, но всъщност е мореходна канонерска лодка. През 1910 г. корабът получава ново име: „Република“ (на португалски: NRP República).
Главният калибър на кораба са четири 150 mm оръдия разположени в спонсони по бордовете и две 100 mm оръдия в носа и кърмата.
Защитата на кораба е съставена от бронирана палуба дебела 30 mm за защита на машините.

## Коментари
1. ↑  Префиксът „NRP“ е от на португалски: Navio da República Portuguesa (Кораб на Португалската република).